# جاك باكسلي
جاك باكسلي (بالإنجليزية: Jack Baxley)‏ مواليد 4 يوليو 1884 في دالاس - الوفاة 10 ديسمبر 1950 في لوس أنجلوس، هو ممثل أمريكي بدأ مسيرته الفنية سنة 1930. ظهر في قرابة 100 فلما.

## الأعمال
- زيجفيلد العظيم (فيلم)
- سان فرانسيسكو (فيلم)
- ويلسون (فيلم)
- آل أمبرسون الأجلاء (فيلم)

## روابط خارجية
- جاك باكسلي على موقع IMDb (الإنجليزية)
- جاك باكسلي على موقع أول موفي (الإنجليزية)
- جاك باكسلي على موقع قاعدة بيانات الأفلام السويدية (السويدية)
- جاك باكسلي على موقع قاعدة بيانات الفيلم (الإنجليزية)
- جاك باكسلي على موقع كينوبويسك (الروسية)